# Ko Siu-wai
Pour les articles homonymes, voir Ko.
Ko Siu Wai, né le 9 novembre 1987 à Sha Tin, est un coureur cycliste hongkongais. Il participe à des compétitions sur route et sur piste.

## Palmarès sur route

### Par année
- 2014
  - 4e étape du Jelajah Malaysia
- 2015
  -  Champion de Hong Kong sur route
- 2016
  - 3e du Tour de Thaïlande
- 2017
  - 2e du championnat de Hong Kong sur route
  -  Médaillé de bronze du championnat d'Asie du contre-la-montre par équipes
- 2018
  -  Champion de Hong Kong sur route
  - 2e du championnat de Hong Kong du contre-la-montre
  -  Médaillé de bronze du championnat d'Asie du contre-la-montre par équipes
- 2022
  - 2e du championnat de Hong Kong du contre-la-montre

### Classements mondiaux
| Année         | 2007 | 2008 | 2009 | 2010 | 2011 | 2012 | 2013 | 2014 | 2015 | 2016 | 2017 | 2018 |
| ------------- | ---- | ---- | ---- | ---- | ---- | ---- | ---- | ---- | ---- | ---- | ---- | ---- |
| UCI Asia Tour | 204e |      |      |      |      | 320e | 215e | 277e | 69e  | 232e | 95e  | 38e  |

## Palmarès sur piste

### Championnats du monde
- Hong Kong 2017
  - 16e de la poursuite par équipes[9]
  - 26e de la poursuite individuelle[10]
- Pruszków 2019
  - 23e de la poursuite individuelle

### Jeux asiatiques
- Jakarta 2018
  -  Médaillé d'argent de la poursuite par équipes

### Jeux asiatiques et d'arts martiaux en salle
- Achgabat 2017
  -  Médaillé d'argent de la poursuite par équipes[11].

### Championnats nationaux
- 2013
  - 3e du championnat de Hong Kong de l'omnium
- 2017
  - 2e du championnat de Hong Kong de l'omnium
  - 3e du championnat de Hong Kong de poursuite